# Meinhard Olsen
Meinhard Egilsson Olsen, född 10 april 1997 i Tórshavn, Färöarna, är en färöisk fotbollsspelare som spelar för Mjøndalen IF och Färöarnas landslag. Han har tidigare spelat för B36 Tórshavn, Kristiansund BK, Vendsyssel FF,  NSÍ Runavík och Gais. Olsen har fått smeknamnet "El Tigre" av Gais-fansen eftersom han har en tiger tatuerad på sin underarm.

## Karriär
I augusti 2020 värvades Olsen av Gais, där han skrev på ett kontrakt över resten av säsongen. Efter säsongen 2020 lämnade Olsen klubben i samband med att hans kontrakt gick ut.
I februari 2021 skrev han på ett ettårskontrakt med norska Bryne FK. I augusti 2021 värvades Olsen av Mjøndalen IF, där han skrev på ett treårskontrakt med start den 1 januari 2022.